# 魁頭
魁頭（？—？），是中國東漢時期的鮮卑首領之一。

## 生平
他是上任大人和連兄长之子。和連死後，其子騫曼年少，由魁頭繼任大人。騫曼長大後，與魁頭爭國，眾遂離散。魁頭死後，弟步度根繼任。
| 前任： 和連 | 鮮卑首領 | 繼任： 步度根 |